# Pison argentifrons
Pison argentifrons (лат.) — вид песочных ос (Crabronidae) рода Pison из подсемейства Crabroninae.

## Распространение
Австралия.

## Описание
Мелкие коренастые осы с сидячим брюшком (длина самцов от 6,3 до 7,7 мм, самки от 6,8 до 8,8 мм), основная окраска чёрная, кончики мандибул красновато-коричневые, тело покрыто серебристыми щетинками (на тергитах золотистыми). От близких видов отличается следующими признаками: короткий псаммофор из волосков на щеках у самок; прижатые щетинки на первом тергите; сплюснутый скапус; лоб матовый с мелкими пунктировками.
Внутренние края глаз окаймлённые килем, место прикрепления усиков соприкасается с фронтоклипеальным швом. Крылья с 3 субмаргинальными (радиомедиальными) ячейками, вторая из которых стебельчатая.
Предположительно, как и другие виды своего рода ловят пауков, а гнёзда располагаются в готовых полостях (ходах ксилофагов, в ветвях, или из глины).
Вид был впервые описан в 2018 году в ходе ревизии, проведённой американским гименоптерологом Войцехом Пулавским (Wojciech J. Pulawski; Калифорнийская академия наук, Сан-Франциско, США).